# Pristimantis celator
Espèce
Synonymes
- Eleutherodactylus celator Lynch, 1976

Statut de conservation UICN

 VU  : Vulnérable
Pristimantis celator est une espèce d'amphibiens de la famille des Craugastoridae.

## Répartition
Cette espèce se rencontre entre 1 750 et 2 800 m d'altitude sur le versant Ouest de la cordillère Occidentale :
- en Équateur dans les provinces de Carchi, d'Imbabura, de Cotopaxi et de Pichincha ;
- en Colombie dans le département de Nariño.

## Description
Les mâles mesurent de 19,6 à 21,4 mm et les femelles de 22,0 à 24,5 mm.

## Publication originale
- Lynch, 1976 : New species of frogs (Leptodactylidae: Eleutherodactylus) from the Pacific versant of Ecuador. Occasional papers of the Museum of Natural History, the University of Kansas, no 55, p. 1-33 (texte intégral).